# Христо Стаменитов
Христо (Ичко) Стаменитов е български предприемач, общественик и политик от Македония.

## Биография
Роден е в град Гумендже, тогава в Османската империя, днес в Гърция. Замогва се и притежава дюкяни в Гумендже. След Младотурската революция в 1908 година става деец на Съюза на българските конституционни клубове и е избран за делегат на неговия Учредителен конгрес от Гумендже. Заместник-кмет е на града в 1913 година, но е принуден да бяга преследван от новите гръцки власти.
Общински съветник е в Горна Джумая между 1929 и 1932 година.